# Уильямсон, Сэм
Сэмуэл Джеймс (Сэм) Уильямсон (англ. Samuel James "Sam" Williamson; род. 15 октября 1987, Маклсфилд, Чешир) — английский футболист, играющий на позиции защитника. Известен выступлением за клубы «Рексем» и «Манчестер Сити».

## Карьера

### «Клубы Маклсфилда»
Сэм Уильямсон начал играть в футбол в возрасте 6 лет. Первый раз играл за «Макклсфилд Бойс», а затем переехал в Прайори Каунти, которые были небольшими клубами Маклсфилда. Довольно быстро его таланты были замечены. Он был замечен
скаутами «Манчестер Сити» на футбольном матче, играя «Прайор Каунти» и подписал контракт с «горожанами».

### «Манчестер Сити»
Уильямсон присоединился к «Манчестер Сити», будучи девятилетним ребенком. В 2005 году он стал игроком академии (до 18 лет) и был частью команды «Манчестер Сити», которая вышла в молодёжного кубка Англии ФА в 2006 году. Его выступления за молодежную команду привели к его профессиональному контракт, и он провел следующий сезон, играя за резерв.